# Oficial do Terço de São José
O Oficial do Terço de São José foi uma das quatro categorias de Oficiais exercendo funções militares no Rio de Janeiro que se destacavam.  

## Registros Históricos
Há registros pictóricos de Carlos Julião, militar e pintor que trabalhou no Brasil no século XVIII, sobre as representações das diversas categorias de militares e Ordenanças, na cidade do Rio de Janeiro, ao final do século XVIII.

### Competências e Atribuições
Cabia à categoria militar de Ordenanças, desde o século XVI, no Brasil, cuidar da Ordem Pública, assegurando a percepção da presença régia, na Colônia; garantir a manutenção dos limites e fronteiras definidos pelos Tratados específicos; assim como executar a função de Correição e Corregedoria, na seleção e no monitoramento da conduta de oficiais militares, na Colônia.  

### Vestimentas de Oficial do Terço de São José
Trata-se de categoria de Oficial do Corpo da Cavalaria do Rio de Janeiro, no século XVIII. As vestimentas de um Oficial do Terço de São José, no Rio de Janeiro, eram compostas de casaca com galões dourados, colete azul claro com aviamentos dourados, sobre camisa da cor branca, com rendas no punho, sobre par de calças de cor azul-marinho e arrematadas por chapéu preto engalanado, botas e espada, conforme representações pictóricas de Carlos Julião.  

### Vestimentas de Oficial do Terço Auxiliar de Santa Rita
Trata-se de categoria de Oficial, no Rio de Janeiro, no século XVIII. As vestimentas dessa categoria compunham-se de casaca azul-ferrete com galões dourados, colete cor-de-ouro, sobre camisa da cor branca, com rendas no punho, sobre par de calças de cor azul-ferrete e arrematadas por botas, espada e chapéu engalanado, conforme representações pictóricas de Carlos Julião.  

### Vestimentas de Oficiais do Terço dos Pardos
As vestimentas dessa categoria compunham-se de casaca azul-claro com galões dourados, colete e par de calças cor-de-ouro, sobre camisa da cor branca, com punhos de renda, par de botas, espada “rabo-de-galo” e chapéu com pluma de cor azul-claro, conforme representações pictóricas de Carlos Julião. 
Há um segundo tipo de representação pictórica, para a subcategoria de Oficial do Terço Auxiliar dos Pretos Forros, popularmente denominados como “os Henriques”, cujas casacas e calças detinham cor verde, sobre colete vermelho-carmim e forro da casaca vermelho. O chapéu tricorne (de três pontas) dessa subcategoria oficial era debruado de dourado. 

### Vestimentas de Oficial da Companhia de Cavalaria de Guarda dos Vice-Reis
Trata-se de categoria de Oficial de Cavalaria da Guarda do Vice-Rei, no Rio de Janeiro, no século XVIII. As vestimentas dessa categoria compunham-se de casaca azul, colete e calças amarelos, sobre camisa da cor branca, com bifes e punhos de renda, par de botas, espada, espingarda e capacete, conforme representações de Carlos Julião.

### Remodelamento Organizacional com a vinda da Família Real Portuguesa
Com a chegada da Família Real Portuguesa ao Brasil, no início do século XIX, em 1808, houve remodelamento organizacional, com a constituição de entidades administrativas e militares especializadas, à semelhança da organização na metrópole (Lisboa).